# Edmund Reid
Detektiv inspektor Edmund John James Reid (21. března 1846 Canterbury – 5. prosince 1917 Herne Bay) byl vedoucí divize H oddělení kriminálního vyšetřování Metropolitní policie ve Whitechapelu v Londýně, která vyšetřovala vraždy Jacka Rozparovače v roce 1888. Byl také průkopníkem letectví.

## Životopis
Narodil se v Canterbury v hrabství Kent. Jeho rodiče byli Martha Elizabeth Olivia (rozená Driver) a John Reid (narozen 1818). Předtím než se Edward v roce 1872 přidal k Metropolitní policii, pracoval v Londýně jako doručovatel potravin, pekař a lodní stevard. Reid byl jedním z nejmenších mužů v divizi s výškou 167 cm. V roce 1874 přestoupil k divizi P, kde byl v roce 1878 povýšen na seržanta třetí třídy a v roce 1880 získal hodnost detektiv seržant. Kolem roku 1877 uskutečnil v Lutonu první seskok padákem z 300 m. V roce 1883 získal zlatou medaili od Balonové asociace Velké Británie (Balloon Association of Great Britain) za jeho přelomový rekord ve výstupu balonem „Queen of the Meadow” z Křišťálového paláce. Již předtím obdržel i bronzovou medaili. V celku uskutečnil na 23 výstupů balonem. Mimo jiné byl Reid držitelem „50 ocenění a pochval od soudců a vysokých komisařů justice”. V roce 1885 byl Reid povýšen na hodnost detektiv inspektor a umístěn ke Scotland Yardu. V roce 1886 zorganizoval nově vytvořenou divizi J v Bethnal Green. V době vražd Jacka Rozparovače v roce 1888 byl vedoucím divize H ve Whitechapelu, kam byl jmenován v roce 1887, následujíc vrchního inspektora Fredericka Abberlina. V roce 1895 přestoupil k divizi L. Mimo jiné dosáhl profesionální úrovně v herectví, zpěvu a kouzelnickém triku. Novinový plátek The Weekly Despatch jej popsal jako „jednoho z nejpozoruhodnějších mužů století”.

### Jack Rozparovač
Reid byl vedoucím vyšetřovatelem výslechů k vraždám Emmy Elizabeth Smith v dubnu 1888 a Marthy Tabram v srpnu 1888, předtím než byl k divizi H poslán inspektor Abberline ze Scotland Yardu, aby koordinoval hledání vraha. Ke dni 12. prosince 1888 vyšlo v novinách The Times:
„Od vražd na Berner Street, St. Georges a Mitre Square, Aldgate, 30. září, detektivní inspektor Reid, Moore a Nairn, a seržanti Thick, Godley, M'Carthy a Pearce byli neustále zaměstnáni pod velením inspektora Abberlina (Scotland Yard) ve vedení výslechů, ale bohužel k dnešnímu dni bez žádných praktických výsledků. Jako příklad rozsahu jejich práce, měl každý policista v průměru za posledních šest týdnů, 30 oddělených výslechů za týden, které musely být učiněny v různých proporcích ve městě i na předměstí. Od dříve zmíněných dvou vražd, policie obdržela ne méně než 1400 dopisů týkajících se těchto tragédií, ačkoli většina této svévolné komunikace byla spíš triviálního nebo rovnou absurdního charakteru, byl přesto každý dopis pečlivě prozkoumán. V sobotu 10. listopadu bylo obdrženo mnoho dalších dopisů, které jsou nyní prošetřovány.”

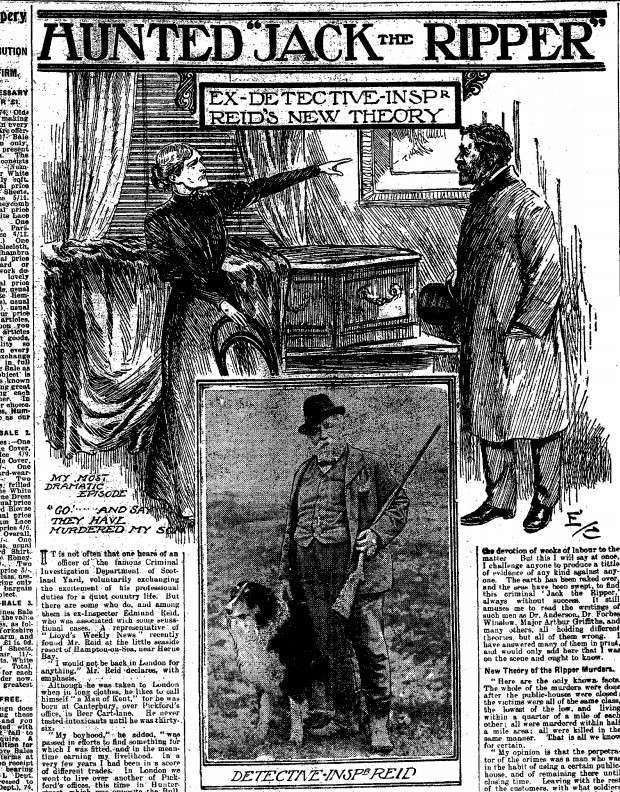
Edmund Reid na novinové fotografii

Reidova vlastní teorie byla, že Rozparovačovy vraždy byly spáchány místním opilcem, který si nepamatoval své zločiny. V interview pro Lloyd's Weekly News řekl:
„Vražby byly spáchány poté co byly zavřené veřejné domy; všechny oběti byly ze stejné skupiny, nejnuznější z nuzných, žijící na čtvrt míle od sebe; všechny zabité v oblasti velikosti půl míle a zabité stejným způsobem. To je vše co s jistotou víme. Můj názor je, že strůjcem zločinů byl muž, který měl ve zvyku chodit do jistých veřejných domů a pobývat zde až do zavírací doby. Při odchodu se zbytkem zákazníků, s tím co vojáci nazývají „dotekem trojího deliria”, odešel s jednou z žen. Myslím si, že ji pak napadl v nějaké temném koutě nožem a poté rozřezal. Po ukojení svých maniakálních krvežíznivých tužeb pak šel domů a druhý den si nic nepamatoval.”
Později ve stejném interview Reid řekl o vraždách:
„Byl jsem poslední kriminální inspektor jmenovaný Sirem Howardem Vincentem a po třech letech u Scotland Yardu jsem byl poslán abych zformoval vyšetřovací oddělení nové divize J, která byla prodloužena z Bethnal Green k Chigwell Hill v Essexu. Zůstal jsem zde 12 měsíců a následně jsem byl poslán, abych převzal vedení nad divizí ve Whitechapelu, kde jsem našel zajímavou práci na sérii „Rozparovačových vražd”. Whitechapel měl zlou reputaci, takovou kterou si nezaslouží. Během doby co jsem zde velel, jsem neviděl jediného opilého Žida. Vždy jsem je shledával jako pracovité a dobré lidi pro život. I samotné pojmenování „Whitechapelské vraždy” bylo ne zcela náležící této divizi, protože jedna z vražd se stala v London City, jedna v Bethnal Green, čtyři v Spitalfields, dvě v St. George's a jen jedna ve Whitechapelu... Byl jsem mnohokrát žádán, abych řekl příběh „Rozparovačových vražd”, ale abych tak učinil je třeba se oddat týdnům práce. Ale jedno řeknu. Vyzývám kohokkoli, aby proti komukoli předložili důkazy jakéhokoli druhu. Země byla prohrabána a moře bylo pročesáno, aby byl tento zločinec „Jack Rozparovač” nalezen, ale vždy bez úspěchu. Stále mě baví číst spisy takových mužů jako je Dr. Anderson, Dr. Forbes Winslow, major Arthur Griffiths a mnoho dalších, kteří všichni mají různé teorie, ale všichni se mýlí. Na mnoho z nich jsem odepsal a pouze bych dodal, že jsem byl na stejném místě a měl bych to vědět.”
V roce 1903 napsal dva dopisy do The Morning Advertiser, ve kterých uvedl, že Rozparovač byl odpovědný za 9 vražd, přičemž poslední byla Francis Coles. Dále uvedl, že nevěří že by Rozparovač disponoval jakýmikoliv chirurgickými dovednostmi. Zastával názor, že rány na tělech obětí byly pouze řezy, způsobené i poté, co vrah věděl že oběti jsou mrtvé. Nesprávně věřil, že „v žádném okamžiku nechyběla žádná část těla”, a také věřil, že existují důkazy o tom, že Rozparovačův nůž byl tupý.

### Odchod do výslužby a smrt

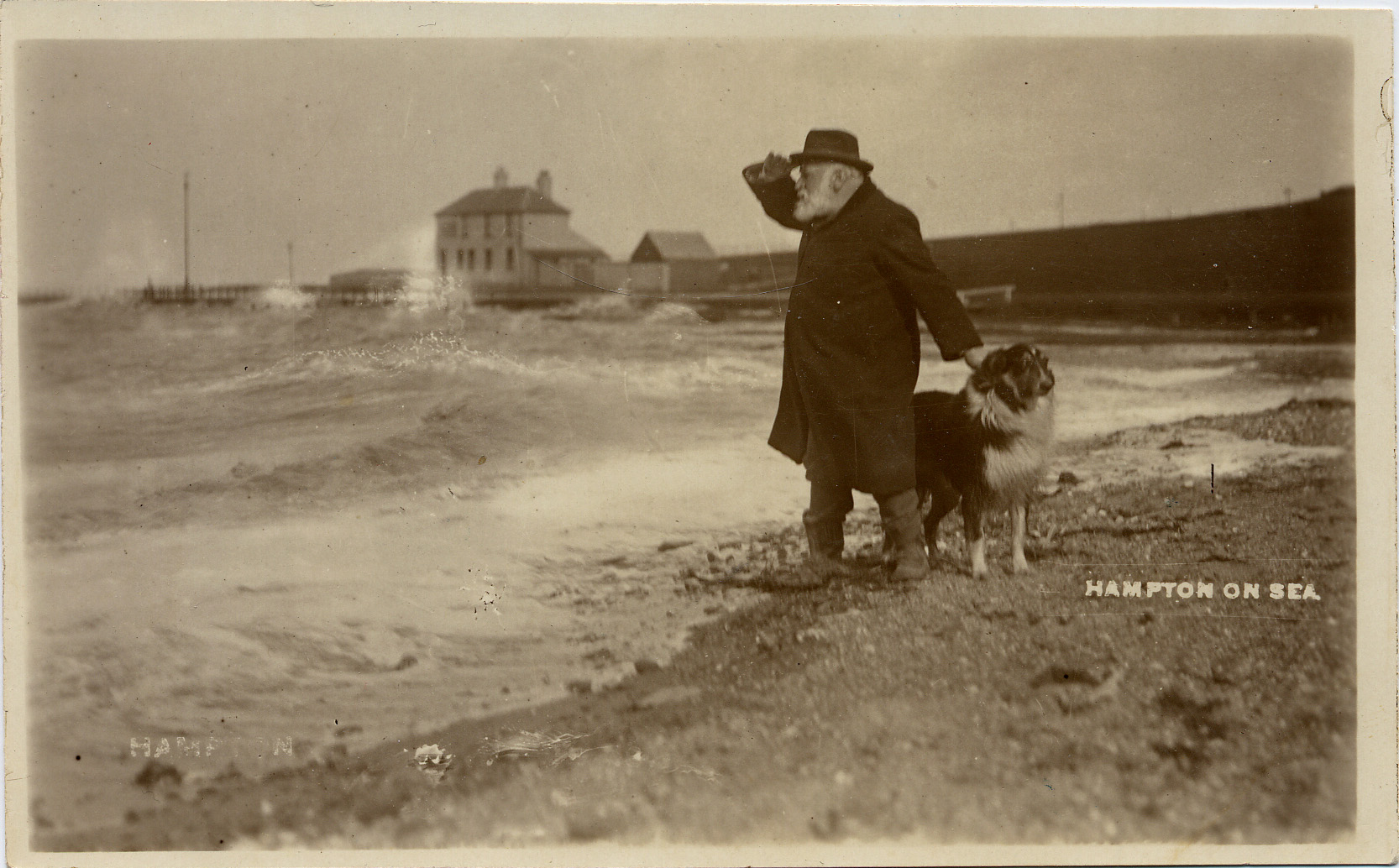
Edmund Reid v Hampton-on-Sea. Foto: Fred C. Palmer, 1912

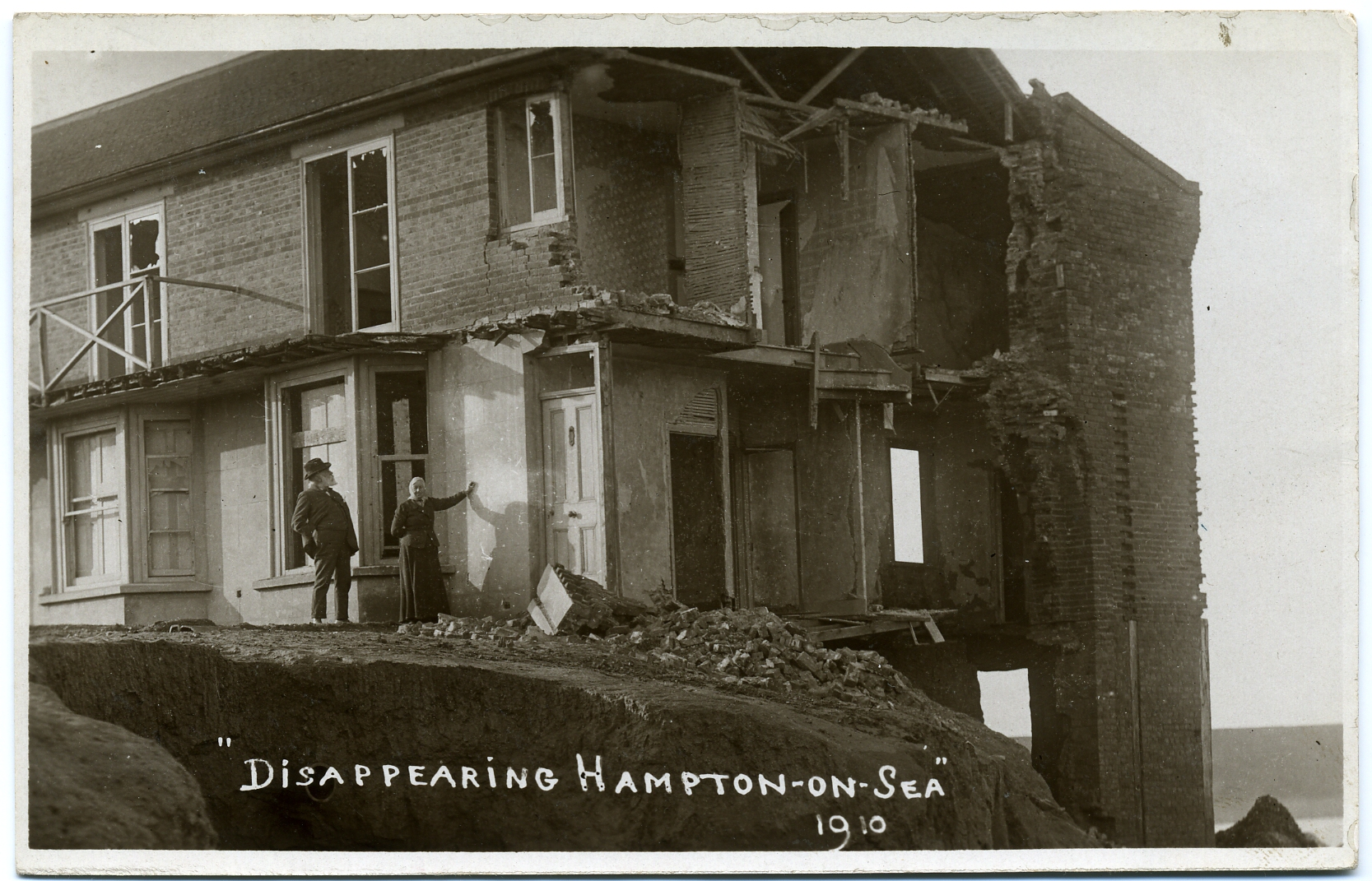
Edmund Reid u rozpadajícího se domu v Hampton-on-Sea v roce 1910. Foto: Fred C. Palmer

Kvůli špatnému zdraví, odešel v roce 1896, když mu bylo 49 let, do výslužby. V březnu 1896 se stal hostinským v The Lower Red Lion v Herne v Kentu, čehož zanechal v říjnu 1896, aby se zařídil jako soukromý detektiv. V roce 1903 se Reid přestěhoval do Eddigton Gardens 4 v Hampton-on-Sea. Svůj dům pojmenoval Reidův ranč (Reid's Ranch) a namaloval na něj cimbuří a kanón, načež se stal známým jako excentrický bojovník za všechny obyvatele Hampton-on Sea, kteří čelili ztrátě svých domovů, kvůli mořské erozi. Ve svém domě měl papouška a mnoho fotografií jeho londýnských případů. Na jeho zahradě byla dělová koule, kterou objevil na svém pozemku, pilíř z konce starého mola a žerď s vlajkou Spojeného království. Z dřevěného kiosku na své zahradě pojmenovaném Hamton-on-Sea Hotel, prodával limonádu a pohlednice s vlastními podobenkami od Freda C. Palmera. Moře bylo velmi blízko u jeho pozemku. V roce 1915 byl posledním obyvatelem Eddington Gardens v Hamton-on-Sea. Kvůli mořské erozi opustil svůj dům v roce 1916 a přestěhoval se do Herne Bay, kde se v roce 1917 podruhé oženil s Lydií Rhodou Halling (1867–1938). Zemřel 5. prosince téhož roku ve věku 71 let. Příčinou smrti byla chronická intersticiální nefritida a krvácení do mozku. Byl pohřben na hřbitově v Herne Bay 8. prosince 1917.
Se svou první ženou Emily Jane (rozenou Wilson) (1846–1900) měl dceru Elizabeth (* 1873) a syna Harolda Edmunda J. Reida (* 1882).

## Mediální portréty
Během svého života byl Reid předobrazem pro deset populárních novel Detective Dier, které napsal jeho přítel Charles Gibbon. V televizním seriálu Ripper Street (2012) je Reid jednou z hlavních postav, kterou hraje Matthew MacFadyen. Ačkoli v tomto zpodobnění je život Reida poněkud odlišný od skutečnosti.